# Lotus 76
Lotus 76 – samochód Formuły 1, zaprojektowany przez Colina Chapmana, Tony'ego Rudda oraz Ralpha Bellamy'ego dla zespołu Team Lotus na sezon 1974. Była to rozwinięta wersja modelu 72, posiadająca zmodyfikowaną aerodynamikę, lżejsze nadwozie, dłuższy rozstaw osi oraz węższy i dłuższy monocoque. Samochód był napędzany silnikiem Ford Cosworth DFV. Samochód posiadał elektronicznie sterowane sprzęgło, prekursor półautomatycznych skrzyń biegów i był postrzegany jako innowacyjny. Głównym sponsorem zespołu pozostawała firma John Player Special.
Po pierwszych testach Ronnie Peterson i Jacky Ickx narzekali na brak "czucia" oraz problemy ze sprzęgłem, które według nich nie było lepsze niż sprzęgło tradycyjne. Pojawiły się również problemy z instalacją silnika, co prowadziło do awarii. Następnie obaj kierowcy ponownie korzystali z modelu 72, a Chapman zmodyfikował model 76, oznaczając go jako 76B. Posiadał on między innymi lepsze chłodzenie, ale zespół musiał pogodzić się, że Lotus 76 był konstrukcją nieudaną.

## Wyniki
| Legenda oznaczeń w tabelach wyników Wyświetl szablon na nowej stronie | Legenda oznaczeń w tabelach wyników Wyświetl szablon na nowej stronie                                                                     |
| Oznaczenie                                                            | Wyjaśnienie |
| --------------------------------------------------------------------- | --- |
| Złoty                                                                 | Zwycięzca lub mistrzostwo |
| Srebrny                                                               | 2. miejsce lub wicemistrzostwo |
| Brązowy                                                               | 3. miejsce lub II wicemistrzostwo |
| Zielony                                                               | Ukończył, punktował (w klasyfikacji generalnej, gdy zdobył co najmniej jeden punkt na przestrzeni sezonu, poza trzema powyższymi opcjami) |
| Niebieski                                                             | Ukończył, nie punktował (w klasyfikacji generalnej, gdy nie zdobył co najmniej jednego punktu na przestrzeni sezonu)                      |
| Czerwony                                                              | Nie zakwalifikował się (NZ) |
| Czerwony                                                              | Nie prekwalifikował się (NPK) |
| Różowy                                                                | Nie ukończył (NU) |
| Różowy                                                                | Niesklasyfikowany (NS) (w klasyfikacji generalnej, gdy nie został sklasyfikowany w żadnym wyścigu sezonu)                                 |
| Czarny                                                                | Zdyskwalifikowany (DK) |
| Czarny                                                                | Wykluczony (WYK/EX) |
| Biały                                                                 | Nie wystartował (NW) |
| Biały                                                                 | Kontuzjowany (K/INJ) |
| Biały                                                                 | Wyścig odwołany (OD/C) |
| Bez koloru                                                            | Został wycofany (WYC/WD) |
| Bez koloru                                                            | Nie przybył (NP/DNA) |
| Bez koloru                                                            | Nie brał udziału w treningach (NT/DNP) |
| Bez koloru                                                            | Nie został zgłoszony (–) |
| Pogrubienie                                                           | Start z pole position |
| Kursywa                                                               | Najszybsze okrążenie wyścigu |
| †                                                                     | Nie ukończył, ale jego rezultat został zaliczony ze względu na przejechanie więcej niż 90% dystansu wyścigu.                              |
| *                                                                     | Sezon w trakcie |
| 1/2/3                                                                 | Punktowana pozycja w sprincie kwalifikacyjnym                                                                                             |
| Lista systemów punktacji Formuły 1                                    | |

| Sezon | Konstruktor | Silnik | Opony | Nr | Kierowcy        | Wyniki w poszczególnych eliminacjach | Wyniki w poszczególnych eliminacjach | Wyniki w poszczególnych eliminacjach | Wyniki w poszczególnych eliminacjach | Wyniki w poszczególnych eliminacjach | Wyniki w poszczególnych eliminacjach | Wyniki w poszczególnych eliminacjach | Wyniki w poszczególnych eliminacjach | Wyniki w poszczególnych eliminacjach | Wyniki w poszczególnych eliminacjach | Wyniki w poszczególnych eliminacjach | Wyniki w poszczególnych eliminacjach | Wyniki w poszczególnych eliminacjach | Wyniki w poszczególnych eliminacjach | Wyniki w poszczególnych eliminacjach | Wyniki kierowców | Wyniki kierowców | Wyniki konstruktora | Wyniki konstruktora |
| Sezon | Konstruktor | Silnik | Opony | Nr | Kierowcy        | ARG                                  | BRA                                  | ZAF                                  | ESP                                  | BEL                                  | MCO                                  | SWE                                  | NLD                                  | FRA                                  | GBR                                  | DEU                                  | AUT                                  | ITA                                  | CND                                  | USA                                  | Punkty           | Pozycja          | Punkty              | Pozycja             |
| ----- | ----------- | ------ | ----- | -- | --------------- | ------------------------------------ | ------------------------------------ | ------------------------------------ | ------------------------------------ | ------------------------------------ | ------------------------------------ | ------------------------------------ | ------------------------------------ | ------------------------------------ | ------------------------------------ | ------------------------------------ | ------------------------------------ | ------------------------------------ | ------------------------------------ | ------------------------------------ | ---------------- | ---------------- | ------------------- | ------------------- |
| 1974  | Lotus       | Ford   | G     | 1  | Ronnie Peterson | –                                    | –                                    | NU                                   | NU                                   | NU                                   | –                                    | –                                    | –                                    | –                                    | –                                    | 4                                    | –                                    | –                                    | –                                    | –                                    | 35               | 5                | 42                  | 4                   |
| 1974  | Lotus       | Ford   | G     | 2  | Jacky Ickx      | –                                    | –                                    | NU                                   | NU                                   | NU                                   | –                                    | –                                    | –                                    | –                                    | –                                    | –                                    | NU                                   | NU                                   | –                                    | –                                    | 12               | 10               | 42                  | 4                   |
| 1974  | Lotus       | Ford   | G     | 31 | Tim Schenken    | –                                    | –                                    | –                                    | –                                    | –                                    | –                                    | –                                    | –                                    | –                                    | –                                    | –                                    | –                                    | –                                    | –                                    | DK                                   | 0                | NS               | 42                  | 4                   |

## Źródła
- Allen, Maurice. The Grand Prix Car 1970–1975. London: Haynes Publishing, 1985. (Omawia samochody Formuły 1 w tym okresie, w tym model Lotus 76.)
- Nye, Doug. The History of the Grand Prix Car 1966–1991. Hazleton Publishing, 1992.